# Гетто в Городище
Гетто в Городи́ще (лето 1941 — 21 октября 1941) — еврейское гетто, место принудительного переселения евреев поселка Городище Барановичского района Брестской области и близлежащих населённых пунктов в процессе преследования и уничтожения евреев во время оккупации территории Белоруссии войсками нацистской Германии в период Второй мировой войны.

## Оккупация Городища и создание гетто
По данным 1921 года в местечке Городище проживало 760 евреев, до сентября 1939 года посёлок входил в состав Полесского воеводства Польши. После присоединения восточной Польши к СССР находился в составе Барановичской области. На 21 августа 1940 года в Городище находилось 1337 беженцев из оккупированной немцами части Польши.
Немецкие войска оккупировали Городище с 24 (27) июня 1941 года по 8 июля 1944 года.
17 или 18 евреев были расстреляны нацистами уже 27 июня (среди них две семьи Циринских).
Реализуя нацистскую программу уничтожения евреев, немцы создавали гетто почти во всех городах и населённых пунктах Беларуси, где проживало еврейское население. Так и в Городище вскоре после оккупации было организовано гетто на территории Слонимского переулка.

## Уничтожение гетто
20 октября 1941 года в Городище прибыла команда СС. Евреев-специалистов (68 человек) оставили в гетто, а остальных 100—150 взрослых мужчин вывезли за два километра от местечка в урочище Погорельцы и в лес Михновщина (Михановщина), заставили выкопать ямы и там же сразу расстреляли. Назавтра, 21 октября 1941 года, у этих ям расстреляли от 1200 до 1440 городищенских евреев. Известны имена некоторых из них — парикмахер Елин, братья Красильщики и 105-летний раввин Мордухович. В тот же день в лесу Михновщина немцы убили ещё 70 (68) евреев из числа интеллигенции. В живых осталось 68 еврейских ремесленников. В дальнейшем в гетто доставляли евреев из ближних деревень и некоторое количество цыган.
Следующая «акция» (таким эвфемизмом нацисты называли организованные ими массовые убийства) была проведена в начале мая 1942 года, когда у православного кладбища были расстреляны 35 евреев. В августе 1942 года там же расстреляли ещё около 100 евреев-специалистов.
Летом 1942 года около церкви расстреляли еврейку с двумя детьми по фамилии Мордух, жившую прежде на улице Новогрудской, и сошедшую с ума на пути к расстрелу.
Всего в Городище и прилегающей к местечку территории были убиты 3830 евреев (а всего, с учётом жертв других национальностей, — около 4000 человек).

## Организаторы и исполнители убийств
Организаторами и непосредственными участниками убийств в Городище были командир 57-го карательного шуцбатальона майор Зиклинг (Виклинг); ортскомендант Городища лейтенант вермахта Кляц (Пляц); шеф жандармерии Городища майстер Ганик; командиры рот 57-го карательного шуцбатальона капитаны Эсраих и Штейбен; обершеф фюрера коменданта концлагеря Колдычева Иран Фриц; Крамфф — заместитель гебитскомиссара Барановичей, он же руководитель войск СС, проводивших карательную экспедицию в Городищенском районе.

## Память
Чрезвычайная государственная комиссия обнаружила несколько массовых захоронений в Городище. Одно находилось в лесу урочища Погорельцы в двух километрах на юго-восток от местечка по дороге Городище-Барановичи по левой стороне в 200 метрах от шоссе — там 21 и 22 октября 1941 года немцы расстреляли 154 еврея. Второе — в 300 метрах около православной церкви.
В 1994 году возле православного кладбища в Городище и в урочище Погорельцы были установлены мемориальные знаки жертвам геноцида евреев.